# آناستاسیوس دوویکاس
آناستاسیوس دوویکاس (انگلیسی: Anastasios Douvikas؛ زادهٔ ۲ اوت ۱۹۹۹) بازیکن فوتبال اهل یونان است که در حال حاضر برای کومو در پست مهاجم بازی می‌کند.
از باشگاه‌هایی که در آن بازی کرده است می‌توان به آستراس تریپولی، ولس، اوترخت، سلتاویگو و کومو اشاره کرد.
وی همچنین در تیم‌های ملی فوتبال زیر ۱۹ سال، زیر ۲۱ سال و یونان بازی کرده است.

## دوران باشگاهی

### آستراس تریپولیس
دوویکاس نخستین بازی حرفه‌ای خود را در ۱۹ اوت ۲۰۱۷، در شکست ۲–۱ خانگی برابر پاس یانینا انجام داد و به عنوان بازیکن تعویضی وارد زمین شد. در ۲۶ اکتبر، نخستین گل حرفه‌ای خود را در پیروزی ۲–۱ خانگی مقابل آاو خانیا کیسامیکوس در چارچوب جام حذفی ۱۸–۲۰۱۷ یونان به ثمر رساند. در ۲۶ نوامبر، در پیروزی ۲–۰ خانگی مقابل لوادیاکوس گلزنی کرد و در نتیجه به سومین پیروزی متوالی تیم کمک نمود. در ۲ دسامبر، در پیروزی پرگل ۴–۰ خانگی مقابل پلاتانیاس گلزنی کرد و به حفظ روند موفق تیم کمک نمود.
در ۱۸ دسامبر ۲۰۱۸، دوویکاس در پیروزی ۴–۰ خارج از خانه مقابل آپولون پارالیمنیو در چارچوب جام حذفی ۱۹–۲۰۱۸ یونان گلزنی کرد و به دوران بی‌گلی طولانی خود پایان داد.

### ولوس
در ۱۰ اوت ۲۰۲۰، دوویکاس با انتقالی آزاد به ولوس پیوست. در نخستین بازی‌اش، گل اول را در پیروزی ۲–۰ خارج از خانه مقابل آترومیتوس به ثمر رساند. در ۵ اکتبر ۲۰۲۰، دوویکاس با زدن دو گل، پیروزی ۲–۱ خارج از خانه برابر لامیا را رقم زد. در ۳۱ اکتبر ۲۰۲۰، در دقایق پایانی بازی خانگی مقابل لاریسا گلزنی کرد و با ثبت تساوی ۱–۱، یک امتیاز را برای تیمش نجات داد. در ۳۰ نوامبر ۲۰۲۰، دوویکاس یک گل به ثمر رساند و در تساوی ۳–۳ خارج از خانه مقابل آپولون اسمیرنیس نقش مهمی در بازگشت تیمش ایفا کرد، با وجود اینکه تیمش در اوایل نیمهٔ دوم با سه گل عقب افتاده بود.
در ۱۷ ژانویه ۲۰۲۱، دوویکاس با یک والی زیبا در تساوی ۱–۱ خانگی مقابل لامیا گلزنی کرد. هفتهٔ بعد، او گل پیروزی‌بخش را در پیروزی ۱–۰ خارج از خانه مقابل پاس یانینا به ثمر رساند. روند گلزنی چشمگیر او در جام حذفی یونان نیز ادامه داشت و در بازی‌های خارج از خانه مقابل اوفی و آ. ا. ک. آتن گلزنی کرد، پیش از آنکه دوباره در پیروزی ۲–۱ خارج از خانه مقابل اوفی، این بار در لیگ، گل بزند